# Edosa hemisema
Edosa hemisema är en fjärilsart som beskrevs av Oswald Beltram Lower 1903. Edosa hemisema ingår i släktet Edosa och familjen äkta malar. Inga underarter finns listade i Catalogue of Life.